# Hormius dispar
Hormius dispar är en stekelart som först beskrevs av Charles Thomas Brues 1907.  Hormius dispar ingår i släktet Hormius och familjen bracksteklar. Inga underarter finns listade i Catalogue of Life.